# Boo Buie
Daniel Richard "Boo" Buie (Albany, Nueva York; 7 de diciembre de 1999) es un baloncestista estadounidense que pertenece a la plantilla de los Westchester Knicks de la G League. Con 1,88 metros de estatura, juega en la posición de base.

## Trayectoria deportiva

### Universidad
Jugó cinco temporadas con los Wildcats de la Universidad del Noroeste, en las que promedió 14,7 puntos, 4,1 asistencias, 2,8 rebotes y 1,0 robos de balón por partido. acabó su carrera como el máximo anotador histórico de los Wildcats, con 2.187 puntos, superando a John Shurna. Fue incluido en sus dos últimas temporadas en el mejor quinteto de la Big Ten Conference, y em 2024 se hizo con el Premio Lefty Driesell al mejor defensor de la División I de la NCAA.

#### Estadísticas
| Año     | Equipo       | PJ  | PT  | MPP  | %TC  | %3P  | %TL  | RPP | APP | ROB | TPP | PPP  |
| ------- | ------------ | --- | --- | ---- | ---- | ---- | ---- | --- | --- | --- | --- | ---- |
| 2019–20 | Northwestern | 26  | 11  | 25.0 | .376 | .282 | .708 | 2.1 | 2.4 | .7  | .1  | 10.3 |
| 2020–21 | Northwestern | 24  | 19  | 26.9 | .369 | .360 | .782 | 2.3 | 4.0 | .6  | .0  | 10.3 |
| 2021–22 | Northwestern | 31  | 30  | 29.5 | .397 | .341 | .796 | 2.5 | 4.3 | .8  | .1  | 14.1 |
| 2022–23 | Northwestern | 34  | 34  | 34.9 | .406 | .318 | .869 | 3.4 | 4.5 | 1.1 | .1  | 17.3 |
| 2023–24 | Northwestern | 31  | 31  | 36.6 | .441 | .431 | .847 | 3.4 | 5.2 | 1.3 | .1  | 18.9 |
| Total   | Total        | 146 | 125 | 31.0 | .405 | .350 | .818 | 2.8 | 4.2 | .9  | .1  | 14.6 |

### Profesional
Tras no ser elegido en el Draft de la NBA de 2024, se unió a los Phoenix Suns para la Liga de Verano de la NBA, y el 7 de octubre firmó con los New York Knicks. Sin embargo, fue despedido dos días después, y ekl 28 de octubre se unió a su filial de la G League, los Westchester Knicks. El 5 de noviembre firmó un contrato dual con New York, pero fue despedido el 24 de noviembre, sin llegar a debutar en la NBA. Tres días más tarde se reincorporó a los Westchester Knicks.